# Velký podvodník
Velký podvodník (v originále Le Grand escogriffe) je italsko-francouzská filmová komedie z roku 1976, kterou režíroval Claude Pinoteau podle románu Rennieho Airtha Rapt z roku 1969. Snímek měl světovou premiéru dne 1. prosince 1976.

## Děj
Starý podvodník Émile Morland přesvědčí svého bývalého komplice Aristida, aby mu pomohl unést mladého syna Rifaie, milionářského majitele lodí. Morland najme mladou herečku Amandine a od jistého Tonyho si půjčí roztomilé batole jménem Alberto. Cílem je vyměnit Rifaiova syna za Alberta a poté od jeho otce požadovat výkupné. Rifai však navzdory všem očekáváním odmítne zaplatit a když zjistí, že Alberto je mnohem okouzlující dítě než jeho vlastní ukřičený syn, raději si ho ponechá.

## Obsazení
| Yves Montand      | Emile Morland alias Marc-Antoine     |
| Agostina Belliová | Amandine                             |
| Claude Brasseur   | Aristide Bronsky alias Aristide Zani |
| Aldo Maccione     | Tony                                 |
| Adolfo Celi       | Youssouf Rifaï                       |
| Valentina Cortese | Catherine, ruská vdova               |
| Guy Marchand      | Marcel                               |
| Ely Galleani      | Dorothée                             |

## Ocenění
- César: nominace v kategorii nejlepší filmová hudba (Georges Delerue)